# Plateforme de glace de Larsen
Pour les articles homonymes, voir Larsen.
 (juin 2024).
- Plateforme de glace de Larsen.

Plateforme de glace de Larsen.

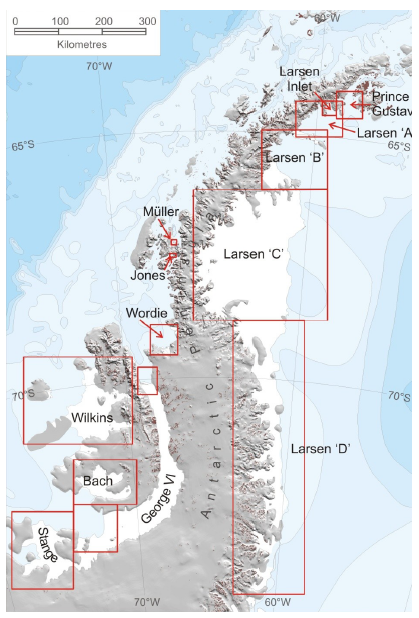
Carte de la Péninsule Antarctique.

La plateforme de glace de Larsen, autrefois appelée Barrière de Larsen, est une plateforme de glace flottant au nord-ouest de la mer de Weddell, s'étendant tout le long de la côte orientale de la Péninsule Antarctique. Son nom rend hommage au capitaine Carl Anton Larsen, qui navigua le long du front de glace, à bord du Jason jusqu'à 68°10' S, durant le mois de décembre 1893. 
La plateforme de glace de Larsen est constituée d'une série de plateformes qui occupent (ou occupaient) des baies distinctes le long de la côte. La plateforme est divisée en trois principaux segments, classé ici du nord au sud :
- Larsen A (quasiment disparue en 1995).
- Larsen B (quasiment disparue en 2002).
- Larsen C

D'autres plus petits segments situés entre Larsen C et la plateforme de Ronne sont parfois nommés Larsen D à Larsen G.
La plateforme couvre une superficie de 67 000 kilomètres carrés.

## Désintégrations anormales

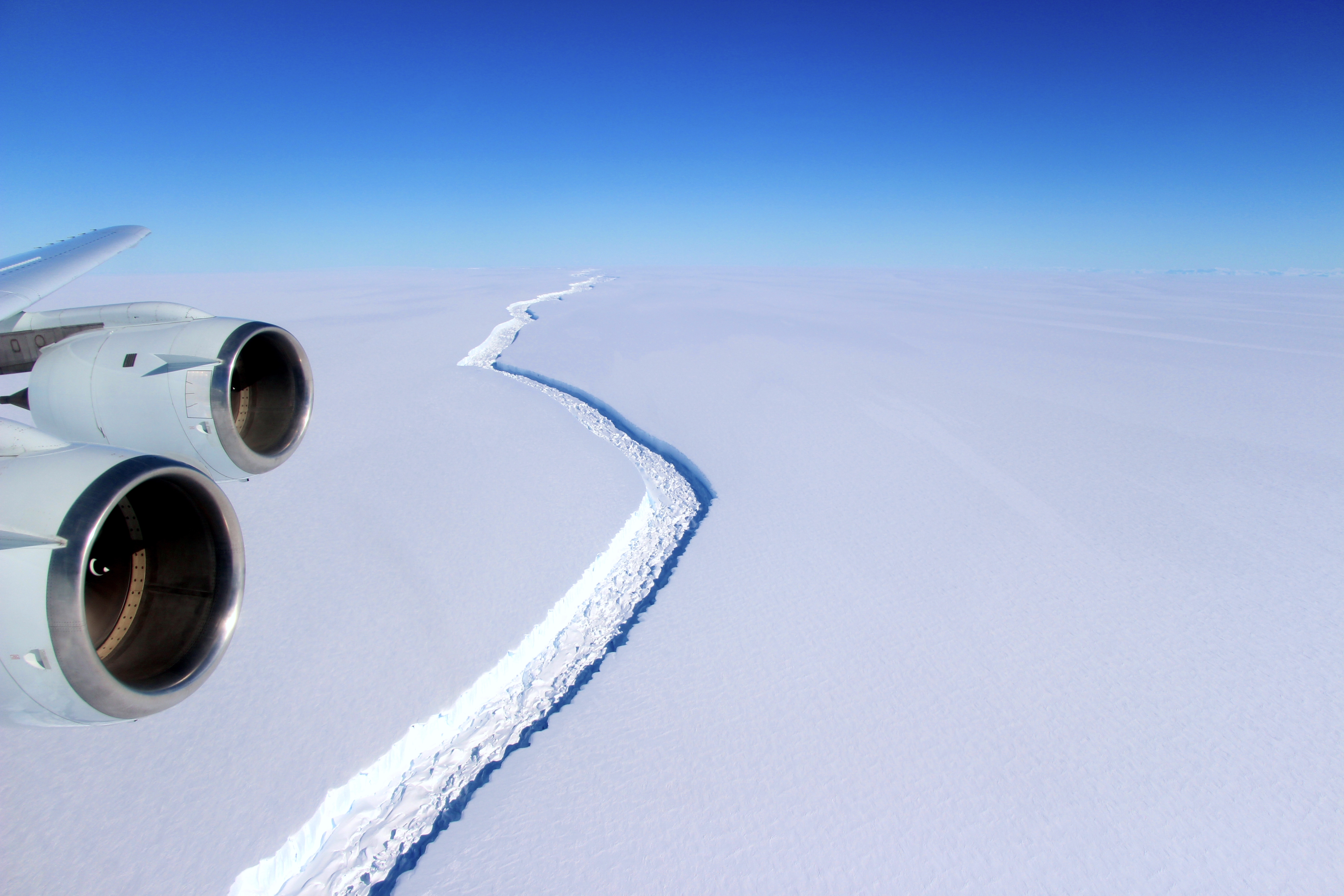
Une faille sur Larsen C le 10 novembre 2016.

Un cycle de désintégrations inhabituelles des plateformes de glace est observé dans la région. Typiquement, les plateformes de glace perdent de leur masse par vêlage d'icebergs et par fonte périphérique. Cependant, les désintégrations observées sont liées au réchauffement climatique impactant la péninsule antarctique. Cela représente une augmentation d’environ 0,5 °C par décennie depuis la fin des années 1940.

### Différents événements de désintégrations
En janvier 1995, en plein été austral, Larsen A s'est désintégrée.
En février 2002, Larsen B s'est également désintégrée. C'est alors le plus grand effondrement de ce type jamais observé, avec 3 250 km2 de glace soudainement disparu. Cette désintégration a permis de montrer que les plateformes freinent le mouvement de glace de l'intérieur de la nappe de glace, vers l'océan. Larsen B avait d'abord connu un événement intense de vêlage d'icebergs (1995), avant un recul progressif puis un effondrement complet sept ans plus tard (avec une accélération des écoulements des glaciers vers la mer).
Fin mars 2011, la banquise a commencé à se former et s'est maintenue. C'était la première fois depuis l'effondrement du plateau (début 2002) que la baie de Larsen B restait gelée pendant plusieurs étés australs. Bien que la glace de mer ait légèrement reculé sur ses bords en été et que sa surface ait parfois été recouverte d'eau de fonte bleue, elle réussit a persister jusqu'aux mois de janvier.
En 2017, Larsen C (la plus grande des trois plateformes de glace) se désintègre à son tour, avec quasiment 50 000 km2 et jusqu'à 350 mètres d'épaisseur de glace perdus, dont l'iceberg A-68. L'iceberg A-68 est un bloc d'une surface estimée de 5 800 km2, équivalent à un département français comme la Corrèze ou le Gard en juillet 2017. Il représente 10 % de Larsen C.
En 2022, entre le 19 et le 21 janvier, une énorme débâcle s'est produite. La glace de mer de Larsen B s'est brisée au large des côtes, ainsi que les icebergs des fronts glaciaires de Crane et ses voisins au nord et au sud. Il semble que les fortes sorties de glace des glaciers affluents, les glaciers Flask (en) et Leppard (en), ont probablement creusé une faille qui a conduit l'ice-shelf Scar Inlet (en), le vestige sud de la plate-forme de glace Larsen B, à se rompre en plusieurs grands icebergs.

## Vers l'étude scientifique d'écosystème marins sous-glaciaire vierges depuis plus de 100 000 ans?
L'évolution de la faille de plus de 175 kilomètres dans la plate-forme Larsen C qui a abouti à cette fracture a été suivie par les scientifiques en 2016-2017. Cette dernière a relargué le 12 juillet 2017 dans la mer de Weddell l'iceberg A-68, un iceberg géant (de surface équivalente au département du Gard). L'iceberg qui en résulte est l'un des plus grands icebergs jamais observés, à tel point que son détachement menace la stabilité des glaciers aux alentours au moins pour la décennie suivante ; bien qu'il n'y ait pas de risque d'effondrement imminent de ces glaciers en juillet 2017. 
L'évènement intéresse aussi les biologistes marins, car quand il va s'éloigner de la côte vers la mer de Weddell, cet iceberg laissera à jour 5 800 km2 de fonds marins qui sont un écosystème marin sous-glaciaire jamais exposé au jour depuis 120 000 ans au moins. Si les chercheurs arrivent assez tôt ils accéderont à un écosystème sous-jacent très particulier, encore très peu touché par l'anthropisation, ce qui n'existe presque plus sur la planète. Ils pourront aussi y étudier certains phénomènes de colonisation. 
Parmi les difficultés figurent les budgets d'étude et le moyen d'accès (une expédition polaire se prépare des années à l'avance, doit attendre un été austral pour explorer le milieu et travailler in situ en sécurité). Explorer une zone d'un tel intérêt écologique serait une première mondiale ; pour cela le British Antarctic Survey (BAS) de Cambridge a lancé une procédure accélérée de collecte de fonds et de préparation d'expédition, et des chercheurs sud-coréens ont envisagé de détourner une mission qui était initialement prévue pour les îles Shetland du Sud. Il est essentiel que l'accès des scientifiques soit précoce (ainsi la pêche à la Légine est interdite dans la région et dans ce type de contexte (grâce à une convention internationale), mais uniquement durant 2 ans. Un cas précédent d'échec scientifique est celui de la découverte, via une vidéo subaquatique (faite en mars 2005 par des géophysiciens après d'un phénomène similaire), qui montrait un tapis blanc sur le fond marin. Ce tapis semblait être une couche de des palourdes associée à un écosystème chimiotrophe (se passant donc d'algues et de l'énergie du soleil ; premier cas connu en milieu sous-glaciaire antarctique). Hélas, quand les biologistes ont pu accélérer au site sur le Polarstern (deux ans après) il était trop tard ; seul un tapis de coquilles mortes et de la matière en décomposition persistait.
Une tentative avorte en février 2018 à cause d'une mer démontée (creux de 5 m) et d'icebergs barrant la route au navire de recherche. 
Une seconde tentative est faite un an après (en février 2019) alors que l'iceberg géant s'est déjà éloigné de 200 km de la nouvelle côte : une équipe internationale de 45 personnes, pilotée par Boris Dorschel est embarquée par le brise-glace de recherche allemand Polarstern, (à partir du Chili). L'équipe dispose d'un ROV et d'un engin tracté permettant de faire des levés optiques et acoustiques des fonds et de leurs habitats (et de faire des échantillonnages en complément d'autres outils plus classiques). Des analyses chimiques et isotopiques montreront si le réseau trophique a déjà beaucoup changé et quel est le régime alimentaire des espèces présentes. À partir de cet état zéro, un suivi des effets du réchauffement du milieu pourra aussi être fait.

## Conséquences
Dans cette zone, la calotte glaciaire est protégée d'une désintégration brutale par la géométrie du plancher océanique. Deux crêtes sous-marines entourent Larsen C et ralentissent le flux de glace vers l'océan.
Mais les effondrements des plateformes Larsen A et B ont, selon les observations de la NASA, accéléré de 300% la fonte des glaciers situés à leur amont, entraînant une croissance de 59 % de l’écoulement de glace dans la mer.